# مگدالن لیور
مگدالن لیور (به انگلیسی: Magdalen Laver) یک روستا و محله مدنی در بریتانیا است که در Epping Forest واقع شده‌است. مگدالن لیور ۲۳۲ نفر جمعیت دارد.